# Expedition 8

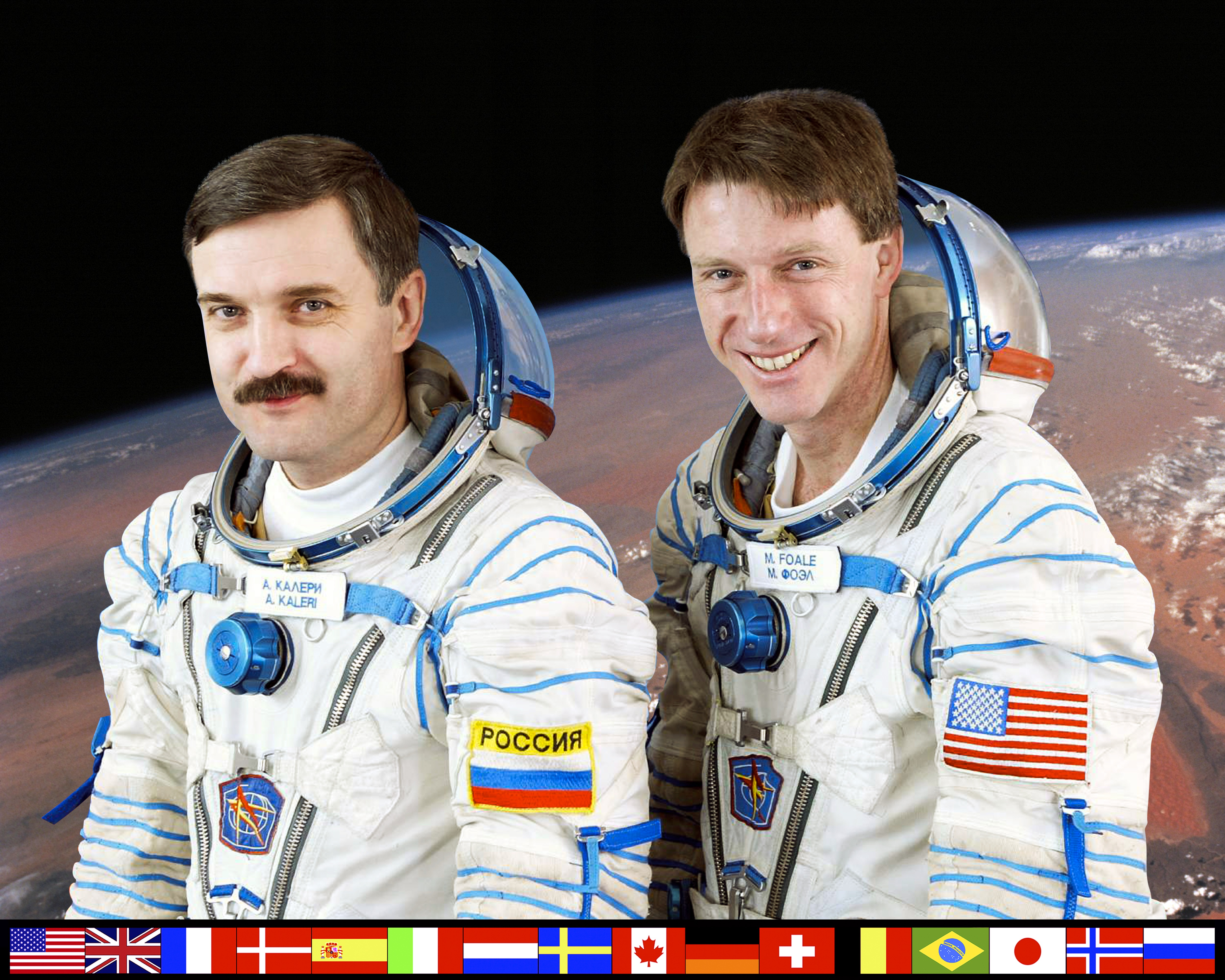
Expedition 8 besättning.

Expedition 8 var den 8:e expeditionen till Internationella rymdstationen (ISS). Expeditionen började den 20 oktober 2003 då Expedition 7:s besättning återvände till jorden med Sojuz TMA-2. Expedition avslutades den 29 april 2004 då Sojuz TMA-3 återvände till jorden med Expedition 8:s besättning.

## Besättning
| Position       | (20 oktober 2003 - 29 april 2004)           |
| -------------- | ------------------------------------------- |
| Befälhavare    | C. Michael Foale, NASA Hans sjätte rymdfärd |
| Flygingenjör 1 | Aleksandr Kaleri, RSA Hans fjärde rymdfärd  |

## Original besättning
Före haveriet av rymdfärjan Columbia den 16 januari 2003 skulle besättningen bestått av följande tre personer.
| Position       |                           |
| -------------- | ------------------------- |
| Befälhavare    | William S. McArthur, NASA |
| Flygingenjör 1 | Aleksandr Kaleri, RSA     |
| Flygingenjör 2 | Valery I. Tokarev, RSA    |